# Archivare ohne Grenzen

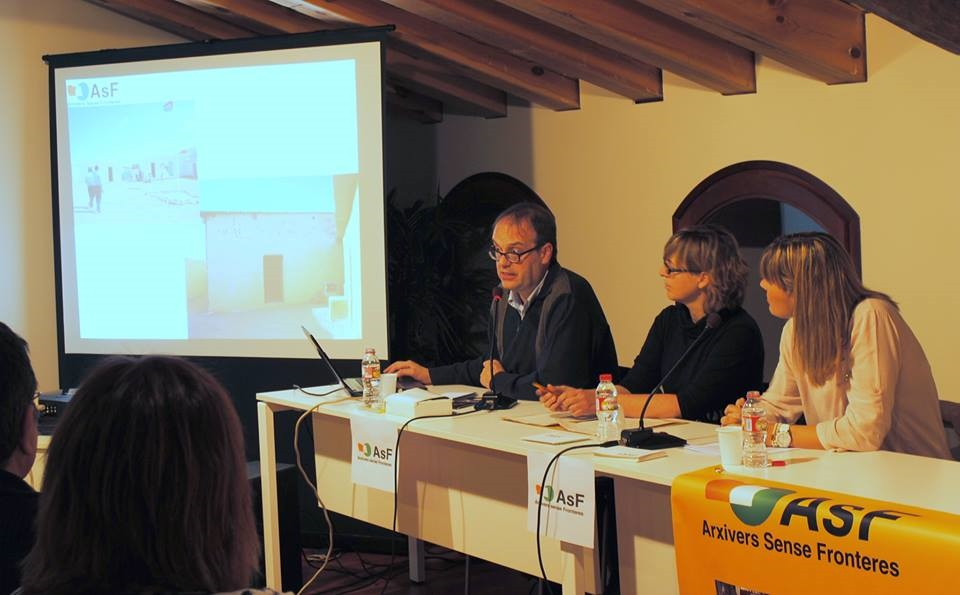
Die Organisation präsentiert das Archivprojekt für die Demokratische Arabische Republik Sahara.

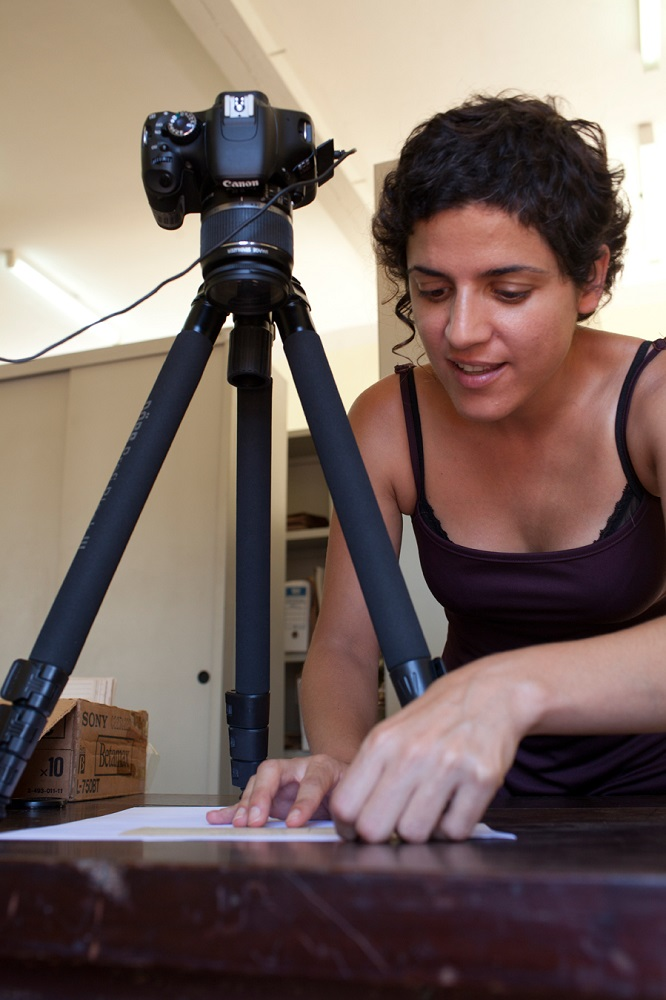
Digitalisierungsprojekt des Archivs der Sociedad de Beneficencia de Naturales de Cataluña in Havanna

Archivare ohne Grenzen (spanisch Archiveros sin Fronteras, katalanisch Arxivers sense Fronteres, AsF) ist eine internationale Nichtregierungsorganisation und Mitglied des Internationalen Archivrats (CIA), die 1998 in Barcelona (Spanien) gegründet wurde und dort ihren Sitz hat. Sie entstand mit dem Ziel, Kräfte im Archivwesen zu vereinen und für die Verbreitung der Menschenrechte u. a. im Bereich des kulturellen Erbes bzw. Gedächtnisses einzusetzen.
Projekte realisierte die Organisation unter anderem in Äquatorialguinea, Niger, Mosambik, seit 2004 in Marokko und seit 2006 in der Demokratischen Arabischen Republik Sahara. In Lateinamerika unterstützte sie von 1998 bis 2004 das Stadtarchiv Bogotá, von 2002 bis 2004 Archivarinnen und Archivare in Nicaragua und El Salvador, 2006 das Stadtarchiv von Otavalo und dem Bistum Riobamba und 2007 das Archiv der Policía Nacional von Guatemala. In Argentinien wirkte sie 2003–2004 an der Schaffung eines Dokumentationszentrums zu Leben und Werk von Che Guevara und 2004 an der Suche nach der Cédula Real der Territorien der Quilmes-Gemeinschaft. In Brasilien bildete sie 2003 die Archivarinnen und Archivare der Comissão Pastoral da Terra aus und digitalisierte 2000–2004 den Nachlass Pedro Casaldáligas. Die AsF wirkt auch seit 2006 bei der Erhaltung der Archive der Militärdiktaturen des Südkegels mit. Weitere Arbeit leistete sie zwischen 2000 und 2004 zusammen mit der NGO Paz Ahora in Sarajevo und Banja Luka nach den Ex-Jugoslawienkriegen.
Sektionen der Archivare ohne Grenzen gibt es u. a. in Frankreich (Archivistes sans frontières, ASF–France) und lateinamerikanischen Ländern.